# ヘイリー・ワシントン
ヘイリー・ワシントン（Haleigh Washington、1995年9月22日 - ）は、アメリカ合衆国の女子バレーボール選手である。アメリカ合衆国代表。

## 来歴
コロラド州出身。2014年にThomas B. Doherty高校を卒業し、ペンシルベニア州立大学に進学した。NCAA女子バレーボール選手権では初年度にタイトルを獲得した。2018年2月にイタリアセリエＡのOlimpia Teodoraと契約し、シーズン終了までプレーする。その後、2018/19シーズンはVolley Millenium Bresciaへ移籍した。2019年、アメリカ合衆国代表に初選出される。同年6-7月のネーションズリーグでは金メダルを獲得し、自身もベストミドルブロッカー賞を受賞した。同年9月のワールドカップでは銀メダルを獲得した。2021年8月の東京2020オリンピックでは金メダルを獲得し、自身もベストミドルブロッカー賞を受賞した。2022年、世界選手権に出場し4位となった。
2024年に開幕予定のリーグ・ワン・バレーボールではソルトレイク所属となることが発表されている。

## 人物
- 2020年に両性愛者であることを公表している[5]。

## 球歴
- オリンピック - 2021年、2024年
- 世界選手権 - 2022年
- ワールドカップ - 2019年
- ネーションズリーグ - 2019年、2021年、2022年

## 受賞歴
- 2019年 - ネーションズリーグ ベストミドルブロッカー賞
- 2021年 - 東京2020オリンピック ベストミドルブロッカー賞
- 2022年 - 2021/22イタリアセリエA1 ベストミドルブロッカー賞

## 所属クラブ
- オリンピア・テオドーラ（イタリア語版）（2018年）
- バレー・ミレニアム・ブレシア（英語版）（2018-2019年）
- UYBA Volley（2019-2020年）
- AGILバレー（2020-2022年）
- サヴィーノ・デルベーネ・スカンディッチ（2022-2024年）
- LOVBソルトレイク（2024年-）